# Adesha acuta
Adesha acuta är en stekelart som beskrevs av Donald L.J. Quicke 1986. Adesha acuta ingår i släktet Adesha och familjen bracksteklar. Inga underarter finns listade i Catalogue of Life.